# Комплектна трансформаторна підстанція
Компле́ктна трансформа́торна підста́нція (КТП) призначена для прийому, перетворення і розподілу електричної енергії трифазного змінного струму частотою 50Гц в системах з глухозаземленою нейтраллю трансформатора на стороні нижчої напруги в сільських електричних мережах. КТП випускаються на напругу 6 і 10кВ, потужністю від 25 кВА.
Шафа РПНН комплектується за схемою погодженою із замовником, вузол обліку електроенергії монтується на стороні НН.
Напруга ВН — повітряний введення, роз'єднувач в КТП не встановлюється і в комплект поставки не входить.
Напруга НН — повітряний і кабельний вивід.
Комплектні трансформаторні підстанції типу ПКТП виготовляються в загальнопромисловому виконанні і комплектуються масляними або сухими силовими трансформаторами потужністю 25, 40, 63, 100, 160, 250, 400, 630 кВА на напругу 10 (6) / 0,4 кВ трифазного змінного струму частотою 50 Гц і є пересувні однотрансформаторні підстанції зовнішньої установки, кіоскові, тупикового типу з кабельним або повітряним вводом. ПКТП випускаються як з глухозаземленою нейтраллю, так і з ізольованою нейтраллю.

## Призначення
Для прийому, перетворення і розподілу електричної енергії трифазного змінного струму частотою 50 Гц напругою 10 (6) кВ в напругу 0,4 кВ та постачання нею пересувних струмоприймачів споживачів.

## Область застосування
Призначені для живлення освітлювальних мереж і освітлювальних установок гірських розробок (до 100 кВА), для електропостачання інфраструктури бурових установок (до 400 кВА), споживачів гірських розробок, вугільних, рудних та інших розрізів (кар'єрів), які ведуть видобуток корисних копалин відкритим способом, підземних споживачів шахт через шурфи і свердловини, безпечних по газу (до 630 кВА). Також можуть використовуватися в схемах електропостачання міських електромереж (аналог КТПГС), для живлення невеликих промислових та будівельних об'єктів з переміщуваним місцем установки електроприймачів, сезонних насосних станцій та інших тимчасових об'єктів.

## Умови установки та експлуатації
Підстанції ПКТП виготовляються в кліматичному виконанні і категорії розміщення У 1 за ДСТУ 15150-69 і ГОСТ 15543, при цьому, висота розміщення підстанції над рівнем моря не більше 1000 м. Навколишнє середовище вибухобезпечне, не містить струмопровідного і вибухонебезпечною пилу, агресивних газів хімічних виробництв в концентрації, яка руйнує метали та ізоляцію, запиленість до 100 мг/м3. Механічні дії по групі експлуатації М 18 за ДСТУ 17516.
ПКТП експлуатуються в умовах, пов'язаних з частими пересуваннями і встановлюються на майданчиках або фундаментах, і працюють в тривалому режимі при періодичному обслуговуванні.

## Особливості конструкції
Основне призначення ПКТП — експлуатація в умовах кар'єра, що пов'язано з частими пересуваннями на різні горизонти з похилом, т.ч. в специфічних, важких умовах експлуатації. З цією метою корпус підстанції виготовляється посиленим, що забезпечує жорсткість конструкції, яка має підвищену стійкість до ударних і вібраційних навантажень, розташування дверей створює зручність в експлуатації без зменшення жорсткості. Також є вантажопідйомні пристосування для підйому підстанції.
Підстанції ПКТП виготовляються в загальнопромисловому виконанні і комплектуються як масляними трансформаторами ТМ, ТМЗ, ТМГ, так і сухими трансформаторами ТСЗ. Силовий трансформатор має пристрій, що забезпечує регулювання коефіцієнта трансформації в межах ± 5%.
В ПКТП електричний захист виконаний автоматичними вимикачами ВА струмообмежуючими з електромагнітними розчепителями, напівпровідниковими розчепителями, нульовими розчепителями напруги. Також застосований рудничний уніфікований апарат захисту від струмів витоку АЗУР — 1, 2, 3, АЗАК або УАКІ, для захисту людей від ураження електричним струмом та іншими небезпечними наслідками витоків струму на землю (за погодженням із Замовником).
Підстанції забезпечують активний і реактивний облік електроенергії. За бажанням Замовника можлива установка лічильників будь-якої модифікації бажаного виробника.
У трансформаторних підстанціях типу ПКТП передбачені такі блокування: — Включення ножів заземлення при включеному роз'єднувачі РВЗ, ВНА. — Включення роз'єднувача типу РВЗ, ВНА при включених ножах заземлення. — Відключення роз'єднувача РВЗ, РВФЗ при включеному ввідному автоматичному вимикачі. — Відкриття двері відсіку запобіжника ПКТ при відключених ножах заземлення.
Підстанція має пристрій підігріву усередині шафи РПНН.

## Відповідність
В частині вимог безпеки ПКТП відповідають ДСТУ 22789-94, а також «ПУЕ», «Правил технічної експлуатації електроустановок споживача», «СНиП», ДСТУ 3335-96 і вимогам пожежної безпеки.
ПКТП відповідають вимогам ТУ У 31.1-35036863-004:2009.

## Структура умовного позначення
1 2 3 4 5 6 7
ПКТП-ХХХ/ХХ/ХХ-Х-ХХ-У1
- 1 — Літерне позначення виробу — пересувна комплектна трансформаторна підстанція;
- 2 — Потужність силового трансформатора, кВА;
- 3 — Клас напруги трансформатора, кВ;
- 4 — Номінальна напруга на стороні НН, кВ;
- 5 — Тип виконання:
- С — стаціонарна;
- П — пересувна.
- 6 — Тип вводу:
- ПК — повітря-кабель;
- КК — кабель-кабель.
- 7 — Кліматичне виконання за ДСТУ 15150-69 і категорія розміщення за ДСТУ 15543.

Трансформаторна підстанція має такі складові частини: — відсік розподільного пристрою з боку вищої напруги ПВН; — відсік силового трансформатора; — відсік розподільного пристрою з боку нижчої напруги РПНН.
Відсік ПВН в себе включає: — роз'єднувач або вимикач навантаження; — високовольтні запобіжники ПКТ-6(10) кВ; — високовольтні розрядники РВО-6(10) кВ.
Відсік силового трансформатора в себе включає: — силовий трансформатор (номінальною потужністю 100 … 630 кВА), згідно заявки Замовника.
Відсік РПНН в себе включає: — ввідний автоматичний вимикач до 630 (1000) А; — відхідні лінії споживачів в кількості до 6 шт. з автоматичними вимикачами; — реле контролю струмів витоку РУ-380 (УАКИ); — блок загального обліку електроенергії (за бажанням Замовника); — автоматичне включення фідерних ліній (із застосуванням пускачів).
Підстанція забезпечує: — захист цілісності ланцюга заземлення відхідних ліній; — підключення зовнішнього освітлення із захистом від короткого замикання (за бажанням Замовника); — контроль опору ізоляції як під напругою приєднань, які відходять, так і у відключеному стані.